# Oractis bursifera
Oractis bursifera är en havsanemonart som beskrevs av Riemann-Zürneck 2000. Oractis bursifera ingår i släktet Oractis och familjen Haloclavidae. Inga underarter finns listade i Catalogue of Life.